# Вражеское
Вражеское — деревня в Рузском районе Московской области, входящая в состав сельского поселения Старорузское. Население — 7 жителей на 2006 год, в деревне числятся 3 улицы. До 2006 года Вражеское входило в состав Старорузского сельского округа.
Деревня расположена в центральной части района, на левом берегу безымянного притока реки Руза, в 6 км к юго-востоку от Рузы. Высота центра деревни над уровнем моря 184 м. Ближайшие населённые пункты — Воробьёво в 500 м на северо-запад, Тимохино — в 400 м на юго-запад и Писарёво в 0,7 км юго-восточнее. У северной окраины Вражеского проходит автодорога А108 Московское большое кольцо.